# 横浜市立笹下中学校
横浜市立笹下中学校（よこはましりつ ささげちゅうがっこう）は、神奈川県横浜市港南区港南五丁目にある公立中学校。略称は「笹中」（ささちゅう）。

## 沿革
出典
- 1972年（昭和47年）
  - 4月1日 - 横浜市立笹下中学校開校。校舎完成まで横浜市立港南中学校の校舎を使用（生徒961名、24学級）。
  - 6月10日 - 校舎のうちA棟（15教室）とB棟（12教室と特別教室3室）完成
  - 6月13日 - 港南中から完成した校舎へ移動し、同日を開校記念日に指定する。
- 1973年（昭和48年）
  - 5月10日 - 体育館完成
  - 6月 - 校舎C棟（9教室と特別教室3室）、格闘技場ブレハブ完成
- 1974年（昭和49年）10月12日 - プール完成。
- 1981年（昭和56年）11月2日 - 創立10周年記念式典を実施。校歌・校旗制定。
- 1983年（昭和58年）3月23日 - 図書館棟完成。
- 1986年（昭和61年）8月23日 - 女子バスケットボール部全国大会準優勝
- 1991年（平成3年）
  - 5月18日 - 格技場完成。
  - 11月2日 - 創立20周年記念式典を実施。
- 2001年（平成13年）11月17日 - 創立30周年記念式典を実施。
- 2011年（平成23年）11月9日 - 創立40周年記念式典を実施。
- 2021年（令和3年）4月 - 標準服変更。
  - 10月29日 - 創立50周年式典を実施

## 学校教育目標
出典
- 自立・自ら学び（知・徳・体）
- 共生・互いを支えあい（徳・公）
- 創造・未来を創る笹中生（公・開）

## 学校行事
- 4月
  - 入学式
  - 始業式
  - 着任式　
  - 対面式
- 5月
  - 修学旅行（3年）、自然教室（2年）、遠足（1年）
- 6月
  - 前期中間テスト
  - 体育祭
- 7月
  - 三者面談
  - 夏季休業
- 8月
  - 夏季休業
- 9月
  - 前期期末テスト
- 10月
  - 前期終業式
  - 合唱コンクール
- 11月
  - 三者面談（3年）
  - 後期中間テスト
  - 職場体験
- 12月
  - 生徒会選挙
  - 三者面談
  - 冬季休業
- 1月
  - 冬期休業
  - 百人一首大会
- 2月
  - 後期期末テスト
  - 公立高校入試選抜、卒業遠足（3年）
  - 球技大会（3年）
- 3月
  - 3年生を送る会
  - 卒業式
  - 球技大会（1・2年）
  - 修了式
  - 離退任式
  - 春季休業

かつては文化祭やマラソン大会などの行事があった。

## 部活動
出典
- 運動部
  - 野球部
  - サッカー部
  - ソフトテニス部
  - バドミントン部
  - 陸上競技部
  - バスケットボール部
  - 女子バレーボール部
  - 卓球部
  - 剣道部
- 文化部
  - 吹奏楽部
  - 美術部
  - 合唱部

バドミントン部・バスケットボール部は男女別である。
- 廃部[3]
  - 水泳部
  - 柔道部
  - 男子バレーボール部
  - 女子ハンドボール部
  - 演劇部
  - 写真部
  - 社会研究部
  - 飼育部
  - 文芸部

## 交通アクセス
- 横浜市営地下鉄ブルーライン港南中央駅より徒歩約8分[5]
- 江ノ電バス南台小学校前バス停より徒歩約1分